# David Mora (acteur)
 (janvier 2022).
Si vous disposez d'ouvrages ou d'articles de référence ou si vous connaissez des sites web de qualité traitant du thème abordé ici, merci de compléter l'article en donnant les références utiles à sa vérifiabilité et en les liant à la section « Notes et références ».
Pour les articles homonymes, voir David Mora et Mora.
David Mora  est un acteur français.
Il est principalement connu pour son rôle de Fabien, le compagnon d’Emma (jouée par Anne-Élisabeth Blateau), dans la série Scènes de ménages, diffusée sur M6.

## Biographie
La carrière de David Mora commence réellement en 2008 et se concrétise en 2011 par le tournage d'un long métrage de Michel Leclerc : Télé Gaucho (il y joue le rôle de Pascal, l'assistant d'une célèbre présentatrice) et par sa participation en 2011 à la série humoristique Scènes de ménages aux côtés d'Anne-Élisabeth Blateau (il y joue Fabien, un père de famille totalement dévoué à sa fille) : ce rôle dans la série le fait connaître du grand public.

## Théâtre
- 2005 : Le Poisson rouge de Patrick Cailleau
- 2006 : Un Tramway nommé Dégage de Xavier Viton : Superman
- 2007 : Des Soucis et des potes de Vincent Faraggi : commercial chez Kronenbourg
- 2008 : On n'est pas là pour rigoler de Pascal Sugg et David Mora
- 2008 : Silence on flingue ! de Gilles Gangloff : Angelo
- 2016 : Pour cent briques t'as plus rien maintenant ! de Didier Kaminka, mise en scène Arthur Jugnot, Théâtre des Béliers Parisiens
- 2016 : Je vous écoute de Bénabar et Hector Cabello Reyes, mise en scène d'Isabelle Nanty, tournée

## Filmographie

### Cinéma
- 2007 : Retour à Kinshasa de Marcel Rubin (court-métrage)
- 2007 : Superstar Me de Gérard Maurez (court-métrage)
- 2008 : Bien mal acquis... de Gilles Barré (moyen-métrage)
- 2008 : La Valse des Ouvriers de Julien Tridat (court-métrage)
- 2009 : Prime Time de Grégory Alessi avec Amandine Cailleau (court-métrage) MPER Films
- 2009 : Trahison de Frédéric Amaroli (moyen-métrage)
- 2009 : Pop de Fanny Deleuze (court-métrage)
- 2010 : Prime-Time de Grégory Alessi (court-métrage)
- 2012 : Télé Gaucho de Michel Leclerc : Pascal, l'assistant d'Emmanuelle Béart
- 2017 : Spooked de Spook et Gloom : Darken (court-métrage)
- 2021 : Attention au départ ! de Benjamin Euvrard : Serge
- 2024 : Karaoké de Stéphane Ben Lahcene :

### Télévision
- 2010 : Spots publicitaires pour Bwin, Bénénuts, Volkswagen, France-Soir
- 2010 : À deux pas de chez vous sur TV7 Bordeaux
- 2010 : Section de recherches sur TF1, épisode 38.
- Depuis 2011 : Scènes de ménages (série) : Fabien
- 2020 : Meurtres en Berry de Floriane Crépin : Stéphane Beaumont
- 2021 : Escape, téléfilm de Stefan Carlod et Valentin Vincent : Stéphane
- 2021 : Le Bruit des trousseaux, téléfilm de Philippe Claudel : Tommy
- 2021 : Pour te retrouver de Bruno Garcia : Lieutenant Kabouche
- 2022 : Et doucement rallumer les étoiles de Thierry Petit : Vincent
- 2022 : Escape 2, téléfilm de Valentin Vincent : Stéphane
- 2023 : Les Bracelets rouges (saison 4) : Axel
- 2023 : Ola cherche sa voie (saison 2) : Olivier
- 2024 : Enquête Parallèle, épisode Un crime presque parfait : Thomas

### Web-série
- 2018 : Le Myriapode, saison 2 épisode 6

## Rôle dansScènes de ménages
David Mora (Fabien) et Anne-Élisabeth Blateau (Emma) constituent le quatrième couple de cette série à succès.
Fabien est professeur agrégé d'histoire-géographie au collège et Emma travaille dans un magasin de bricolage fictif appelé Bricoflex. Habitant à la campagne, ces deux personnages s'adorent mais n'ont pas beaucoup de temps pour eux en raison de leur travail et du temps passé pour l'éducation de leur fille Chloé. Depuis la saison 13 de Scènes de ménages, Fabien consulte une psychologue, ce qui engendre des scènes amusantes au sein de leur couple. Leur surnom mutuel est « chaton ».

## Doublage
- 2010 : La Famille Quack : Bebek (le fils oiseau) et Diego (le chihuahua mexicain)